# Geografia della Turchia

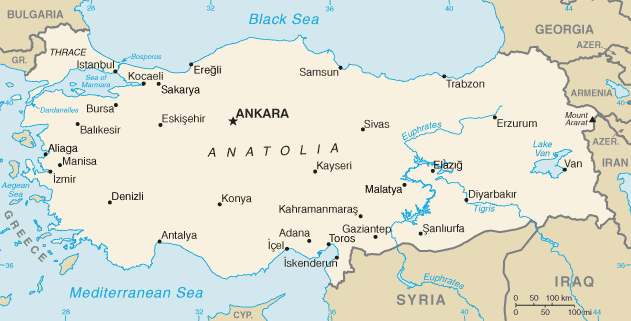
Mappa della Turchia.

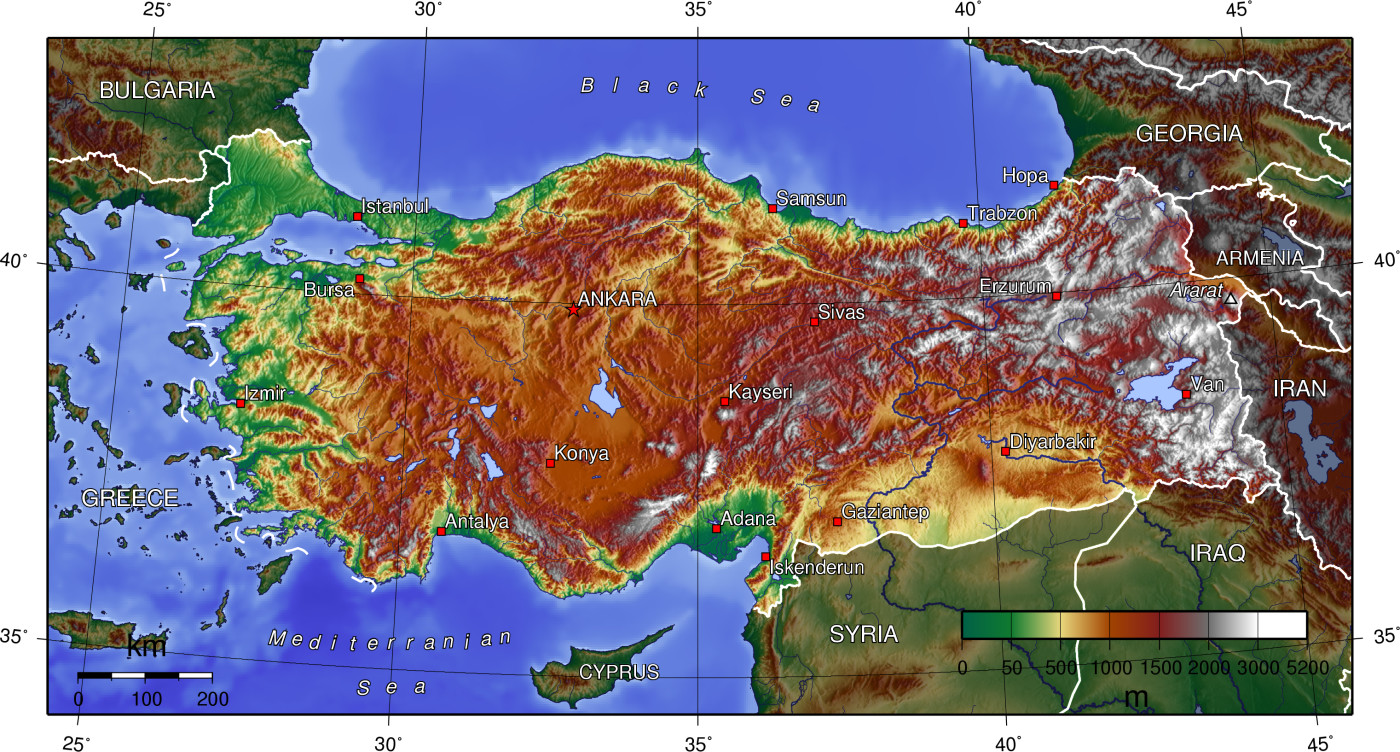
Mappa fisica della Turchia

La Turchia è un Paese che occupa una posizione geografica unica, essendo situata parte in Asia e parte in Europa. Durante tutta la sua storia ha avuto funzione sia di barriera che di ponte tra i due continenti.
La Turchia è situata nel punto dove convergono i Balcani, il Caucaso, il Medio Oriente e il Mediterraneo orientale. È uno dei Paesi più grandi della regione in termini di territorio e popolazione, e la sua superficie è più grande di quella di qualsiasi stato europeo. Il Paese è quasi completamente situato in Asia, comprendendo la penisola dell'Asia Minore - nota anche come Anatolia -, di forma grossolanamente rettangolare, e, a est, parte della regione montuosa che viene talvolta indicata come altopiano armeno. La parte restante - la Tracia turca - è situata nell'estremità sud-orientale dell'Europa, piccolo frammento di un impero che una volta si estendeva su gran parte dei Balcani.
Il Paese si estende da nord a sud per circa 480–640 km, e si allunga per circa 1600 km da ovest a est. La Turchia confina a nord con il mar Nero, a nord-est con la Georgia e l'Armenia, a est con l'Azerbaigian e l'Iran, a sud-est con l'Iraq e la Siria, a sud-ovest e a ovest con il mar Mediterraneo e il mar Egeo, e a nord-ovest con la Grecia e la Bulgaria. La capitale è Ankara, e la città e il porto più importante è Istanbul.
Su una linea di confine che si estende in tutto per circa 6440 km, circa i tre quarti sono marittimi e comprendono coste che si specchiano sul mar Nero, sull'Egeo e sul Mediterraneo. Gli stretti che collegano il mar Nero con l'Egeo - il Bosforo, il mar di Marmara e i Dardanelli - sono noti collettivamente come stretti turchi; il controllo della Turchia sugli stretti, unica porta d'ingresso e di uscita del mar Nero, è stato un fattore chiave nelle sue relazioni con gli altri stati. La maggior parte delle isole lungo la costa dell'Egeo appartengono alla Grecia; solamente le isole di Gökçeada e Bozcaada sono rimaste in mani turche. Il confine marittimo con la Grecia è stato oggetto di discordia tra i due Paesi in numerose occasioni dalla seconda guerra mondiale in poi.

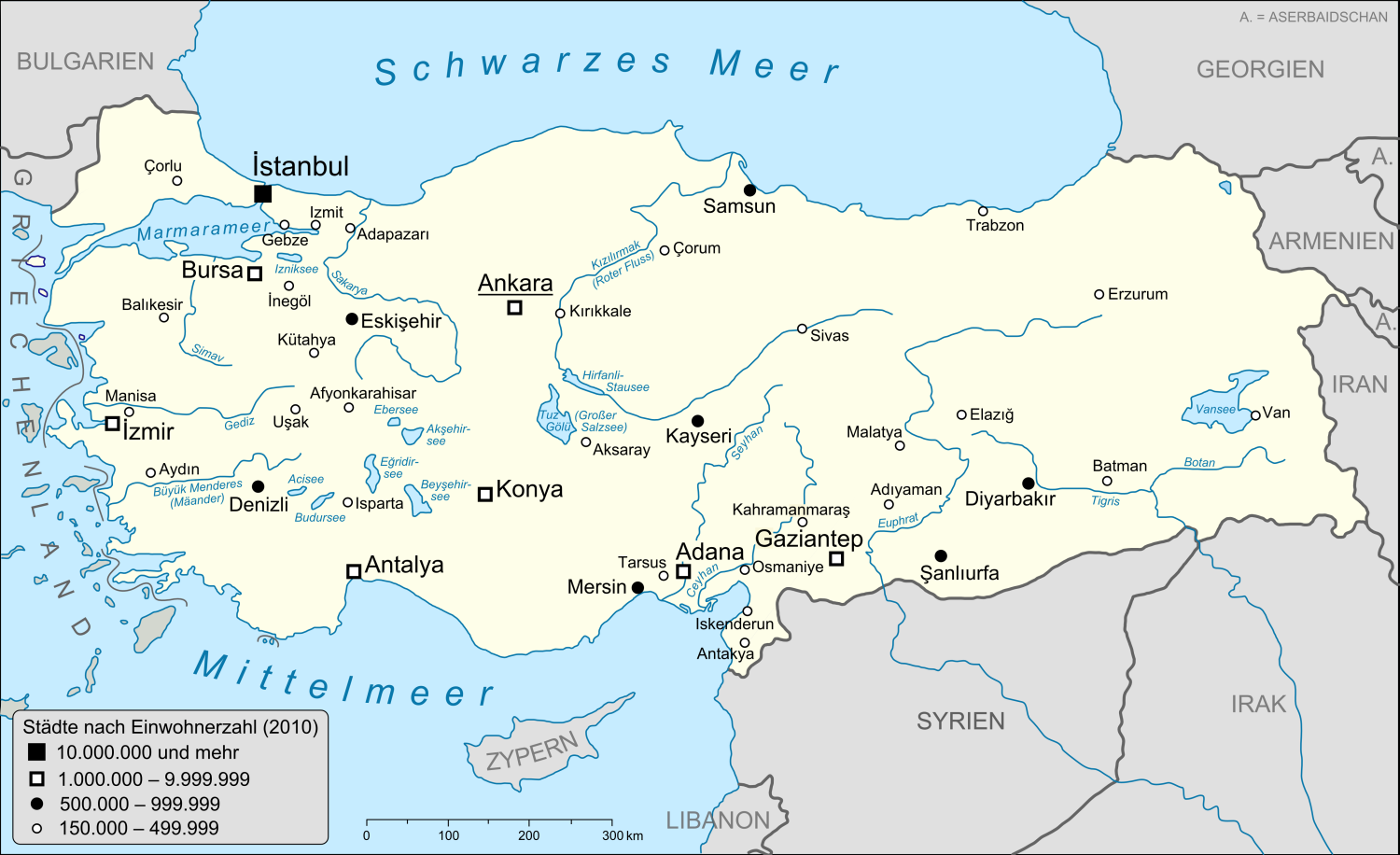
Mappa della Turchia indicante le città principali.

## Morfologia
La Turchia è un Paese prevalentemente montuoso, e pianure vere e proprie sono confinate alla frangia costiera. Circa un quarto della superficie è situato al di sopra dei 1200 m, e meno dei due quinti è posto al di sotto dei 460 m. Le creste dei monti si innalzano oltre i 2300 m in molti punti, in particolare nell'est del Paese, dove la montagna più alta della Turchia, il monte Ararat, culmina a 5165 m nei pressi del confine con Armenia e Iran. A sud-est l'Uludoruk raggiunge i 4744 m; sebbene situati più a ovest, anche il Demirkazık (3755 m) e il monte Aydos (3479 m) sono vette di tutto rispetto. Superfici impervie sono comuni in tutto il Paese, e terreni pianeggianti o dolcemente ondulati costituiscono a malapena un sesto dell'area totale. Queste caratteristiche del rilievo influiscono su altri aspetti dell'ambiente fisico, dando luogo a climi spesso molto più rigidi di quanto ci potremmo aspettare da un Paese posto a tale latitudine e riducendo la disponibilità e la produttività delle terre coltivabili. Strutturalmente, il Paese è situato all'interno della regione eurasiatica interessata dai corrugamenti alpini, geologicamente giovane, che in Turchia tendono ad assumere prevalentemente direzione da est a ovest. La geologia della Turchia è complessa, in quanto nel Paese si rinvengono rocce sedimentarie di età compresa tra il Paleozoico e il Quaternario, numerose intrusioni, ed estese aree di materiale vulcanico. Possono essere identificate quattro regioni principali: la zona montuosa settentrionale, la zona montuosa meridionale, il massiccio centrale e la piattaforma arabica.

### La zona montuosa settentrionale

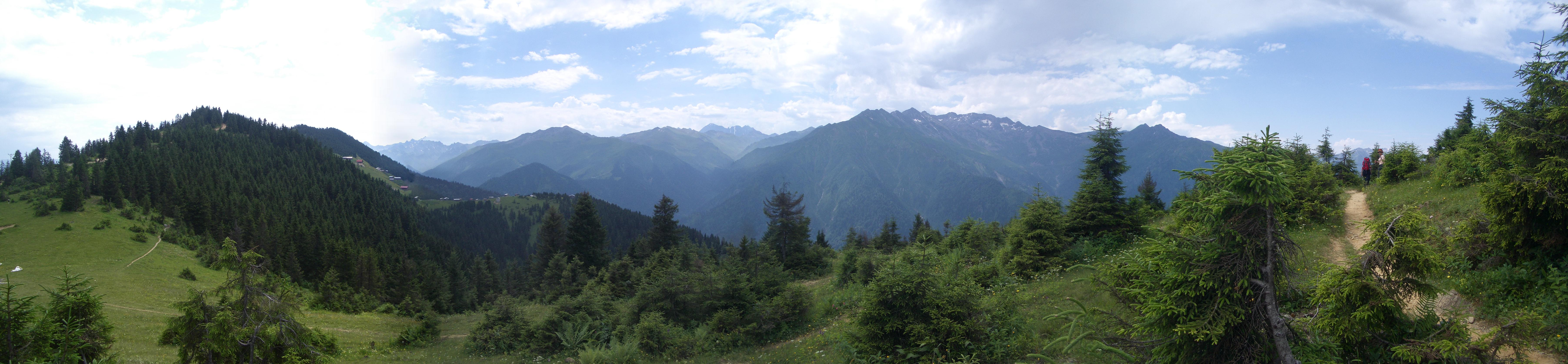
Veduta panoramica dei monti del Ponto nella Regione del Mar Nero della Turchia.

La zona montuosa settentrionale comprende una serie di catene montuose, la cui altezza cresce verso est, che occupano una cintura larga circa 145–200 km immediatamente a sud del mar Nero. Il sistema nella sua interezza è conosciuto come monti del Ponto (Doğukaradeniz Dağları). Nell'ovest il sistema è stato fratturato in più punti dal fenomeno di fagliazione che ha dato origine agli stretti turchi; in Tracia le pianure dell'Ergene sono tra le più vaste del Paese, e la catena montuosa principale - gli Yıldız (Istranca) - raggiunge solamente i 1030 m. Altre pianure si trovano anche a sud del mar di Marmara e lungo il corso inferiore del fiume Sakarya a est del Bosforo. Elevate creste con andamento est-ovest si innalzano improvvisamente dalla costa del mar Nero, e la pianura costiera è quindi molto ristretta, allargandosi unicamente in corrispondenza dei delta dei fiumi Kızıl e Yeşil. Questi fiumi si fanno strada attraverso la barriera montuosa in una zona debole dove le cime non superano i 600 m, dividendo i monti del Ponto in una sezione occidentale e una orientale. Nella sezione occidentale, tra i fiumi Sakarya e Kızıl, vi sono quattro catene montuose principali: i monti Küre, Bolu, Ilgaz e Köroğlu. A est dello Yeşil il sistema si fa più elevato, stretto e impervio. A meno di 80 km dalla costa, si innalzano picchi di oltre 3000 m, che culminano a 3937 m nei monti Kaçkar. Separata dalla stretta depressione delle vallate dei fiumi Kelkit e Çoruh vi è una seconda catena che si innalza a oltre 2400 m.

### La zona montuosa meridionale
La zona montuosa meridionale occupa il terzo meridionale del Paese, dall'Egeo al golfo di Alessandretta, dal quale si estende verso nord-est ed est attorno al margine settentrionale della piattaforma araba. Per la maggior parte della sua lunghezza, la pianura costiera mediterranea è stretta, seppur presenti due importanti insenature pianeggianti. La pianura di Antalya si estende nell'entroterra per circa 30 km dal golfo di Antalya; la pianura di Adana, che misura circa 145 km per 100, comprende il delta comune dei fiumi Seyhan e Ceyhan. Il sistema montuoso è suddiviso in due parti principali. A ovest di Antalya una complessa serie di creste dall'andamento nord-sud raggiunge i 2000–2500 m, ma la catena montuosa più imponente è il massiccio dei monti del Tauro (Toros), che corre parallelo alla costa mediterranea e si estende lungo il confine meridionale. Le sue cime superano spesso i 2400 m, e alcune vette oltrepassano i 3400 m.
Nel terzo orientale del Paese, i sistemi montuosi settentrionale e orientale convergono dando origine a una vasta area dal terreno prevalentemente montuoso, con appezzamenti di suolo relativamente pianeggiante confinati alle vallate e ai bacini chiusi, come quelli situati attorno a Malatya, Elazığ e Muş.

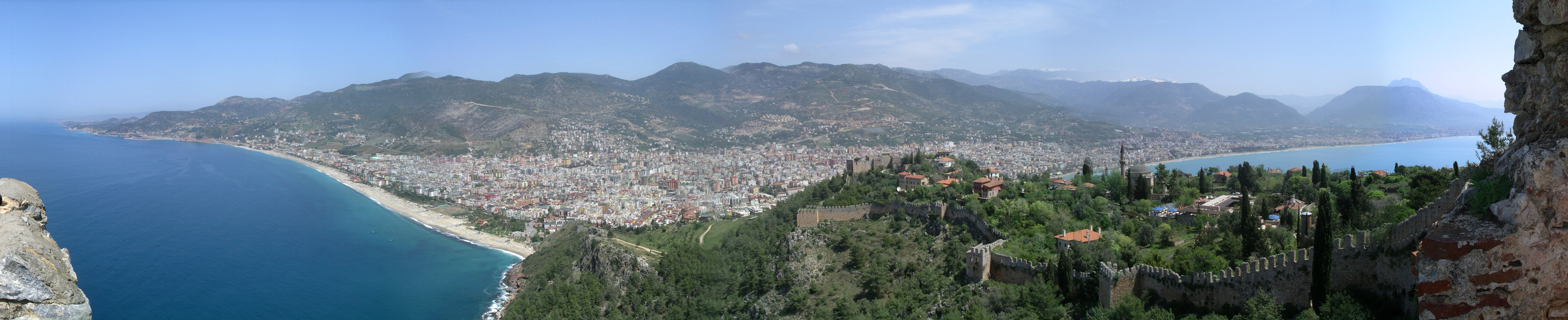
Veduta panoramica di Alanya, abitata sin dai tempi degli Ittiti e porto medievale delle forze navali dei Selgiuchidi, famosa oggi per le bellezze naturali e i monumenti storici.

### Il massiccio centrale
Il massiccio centrale è situato nella metà occidentale del Paese, tra i sistemi del Ponto e del Tauro. Questa zona elevata viene spesso indicata come altopiano anatolico, sebbene il suo rilievo sia molto più vario di quanto questo termine suggerisca. Si possono identificare almeno quattro suddivisioni del massiccio centrale. Nell'entroterra dall'Egeo fino a una linea estesa tra Bursa e Denizli, una serie di blocchi di faglia conferisce un'alternanza nord-sud tra altopiani dalle pendici scoscese alti 1500–2000 m e fondovalle pianeggianti. Le pianure alluvionali situate lungo i fiumi maggiori, quali il Gediz, il Piccolo Meandro e il Grande Meandro, sono tra le più vaste della Turchia e rivestono un importante valore agricolo. A est di questa sezione, all'incirca fino a una linea tra Eskişehir e Burdur, vi è una complessa regione di altopiano. La superficie generale si innalza verso est fino a 460–900 m; nell'altopiano sono situati alcuni bacini di faglia, e sopra di essi una breve catena montuosa che si innalza fino a 2000 m.
La sezione più caratteristica del massiccio centrale è l'area limitata a sud dai monti del Tauro e a nord-est da una linea che corre tra Ankara, attraverso il lago Tuz, e Niğde. Qui il termine altopiano è più adatto, poiché vi si trovano vaste distese di terreno pianeggiante o dolcemente in pendenza ad altezze di circa 900 m separate da vasti rigonfiamenti della superficie. Estesa per circa 240 km per 320, questa zona ospita di gran lunga le pianure più vaste della Turchia; tuttavia, la loro importanza agricola è limitata dagli effetti dell'altitudine e dell'ubicazione sul clima.
La parte restante del massiccio centrale, un'area grossomodo triangolare con il vertice orientale nei pressi di Sivas, forma una zona montuosa che limita le pianure sul loro margine orientale. Gran parte di questa sezione si innalza al di sopra dei 1500 m, e vi sono numerose vette alte circa 2000 m. Un aspetto degno di nota è la vasta area soggetta ad attività vulcanica relativamente recente che ricade entro le province di Niğde, Nevşehir e Kayseri, che comprende i picchi vulcanici dell'Erciyes (3916 m) e dell'Hasan (3257 m).

Veduta panoramica dei Camini delle Fate in Cappadocia.

### La piattaforma arabica
La Turchia sud-orientale tra Gaziantep e il fiume Tigri (Dicle) giace su un massiccio stabile chiamato piattaforma arabica. Essa è caratterizzata da un rilievo relativamente dolce, con ampie superfici di altopiano che scendono verso sud fino a circa 760 m ai piedi delle montagne o ai 300 m lungo il confine con la Siria. Nel centro di questa zona, il vulcanico monte Karaca raggiunge i 1918 m.
La struttura geologica della Turchia - caratterizzata da recenti processi di fagliazione e corrugamento e da un'orogenesi tuttora in atto - favorisce particolarmente i terremoti, tra cui molti di intensità variabile avvenuti anche in tempi moderni. Un certo numero di eventi particolarmente gravi ha colpito l'est del Paese, nei pressi di Erzurum nel 1959 e nel 1966, a Bingöl nel 1971 e nel 2003, e a Erzincan nel 1939 e nel 1992. Nel 1999 il nord-est del Paese venne devastato da un potente terremoto nei pressi di İzmit (Kocaeli) che uccise più di 17.000 persone e provocò forti critiche nei confronti delle istituzioni statali per i ritardi negli aiuti.

Veduta panoramica di Ani nella Provincia di Kars.

## Idrografia

### Fiumi
Si possono distinguere otto principali bacini idrografici, dei quali due oltrepassano le frontiere del Paese e sei giacciono interamente in territorio turco. Il più piccolo, nell'estremità orientale del Paese, è quello del fiume Aras, che nasce a sud di Erzurum e scorre verso est per circa 400 km fino alla frontiera con l'Azerbaigian, per poi raggiungere alla fine il mar Caspio. Il cuore della Turchia orientale, tuttavia, è drenato dai fiumi Eufrate e Tigri, che scorrono verso sud, rispettivamente, per circa 1250 e 530 km, prima di entrare in Siria e, successivamente, in Iraq, dove convergono per sfociare nel golfo Persico.

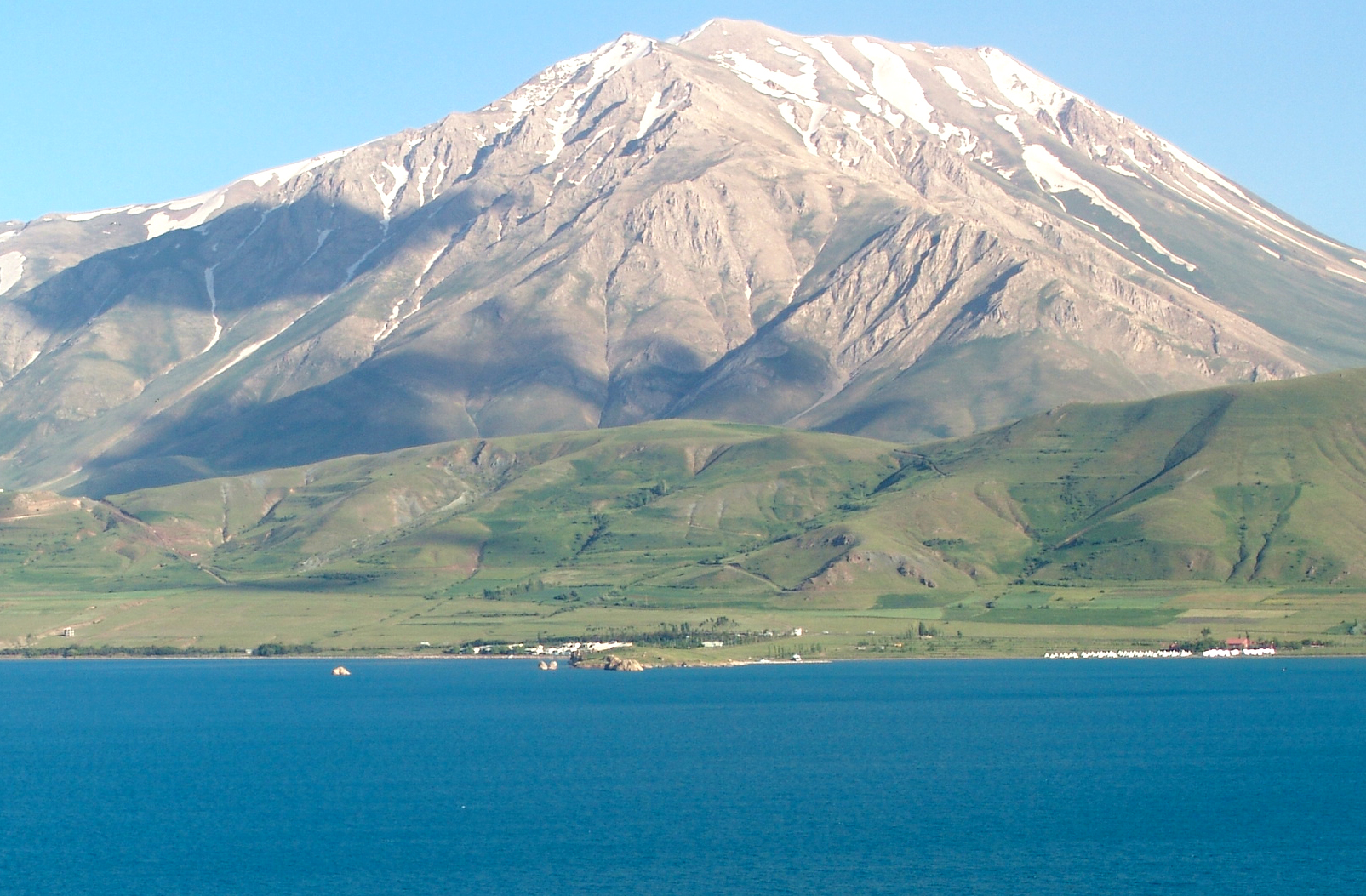
Il Lago di Van

Nel Paese vi sono due bacini endoreici. Nell'estremità orientale una piccola area drena le proprie acque nel lago di Van, privo di emissario. Il principale bacino endoreico è situato nell'Anatolia centro-occidentale; i suoi due centri principali sono i bacini dei laghi Tuz e Konya. Alcune depressioni più piccole di questo bacino contengono laghi quali l'Eğridir e il Beyşehir. Il resto dei fiumi sfocia nei quattro mari circostanti - il mar Nero, il mar di Marmara, l'Egeo e il Mediterraneo - e possono quindi, in un certo senso, essere considerati come un unico sistema che alla fine indirizza le proprie acque nel Mediterraneo. La maggior parte dei fiumi che sfociano nel mar Nero sono brevi corsi d'acqua a regime torrentizio che si aprono la strada attraverso i monti del Ponto, ma alcuni hanno sviluppato lunghe sezioni interne e affluenti che corrono paralleli alle catene disposte da est a ovest della Turchia settentrionale. Tra questi fiumi figurano lo Yenice (Filyos), il Çoruh, il Kelkit, lo Yeşil e il Kızıl. Uno dei bacini più grandi è quello del fiume Sakarya, che scorre per circa 800 km dalla sorgente, a sud-ovest di Ankara, alla foce, a nord di Adapazarı.
Numerosi fiumi più piccoli sfociano nel mar di Marmara; il più grande di essi è il Mustafakemalpaşa. La maggior parte della Turchia europea è situata entro il bacino dell'Ergene-Maritsa, che sfocia nell'Egeo settentrionale. Gli elementi principali del bacino idrografico dell'Egeo sono i fiumi paralleli che scorrono verso est dall'Anatolia interna: il Gediz, il Küçükmenderes e il Büyükmenderes. Lungo la sezione della costa mediterranea limitata dai monti del Tauro, numerosi fiumi scendono rapidamente verso il mare, tra cui i brevi Aksu, Köprü e Manavgat e il più lungo Göksu. Due fiumi molto più grandi - il Seyhan e il Ceyhan - sfociano nel golfo di Iskenderun; il loro ampio delta unico forma la maggior parte della fertile pianura di Adana.

### Laghi
La Turchia possiede circa 50 laghi con una superficie maggiore di 6,4 km² e più di 200 laghi con una superficie inferiore. Di gran lunga i più grandi sono i laghi di Van (3714 km²) e Tuz (circa 1550 km²); quest'ultimo ha acque molto basse, e si espande e contrae a seconda delle stagioni. Essendo situati al centro di un bacino endoreico, sono entrambi salati.
I maggiori laghi d'acqua dolce sono quelli situati nel distretto dei laghi lungo il lato settentrionale del sistema del Tauro, che comprende i laghi di Akşehir, Eğirdir e Beyşehir. Un altro lago d'acqua dolce è il lago di İznik, a nord-est di Bursa. Lo sviluppo dell'energia idroelettrica ha portato alla formazione di un gran numero di laghi artificiali, tra cui i maggiori sono quelli collegati alle dighe di Atatürk e di Keban sull'Eufrate, di Hirfanlı sul Kızıl, di Sarıyar sul Sakarya, di Demirköprü sul Gediz e di Seyhan sul Seyhan.

## Suoli

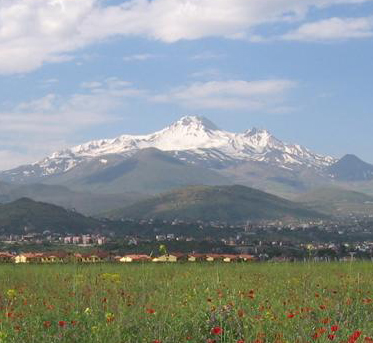
Il monte Erciyes nei pressi di Kayseri.

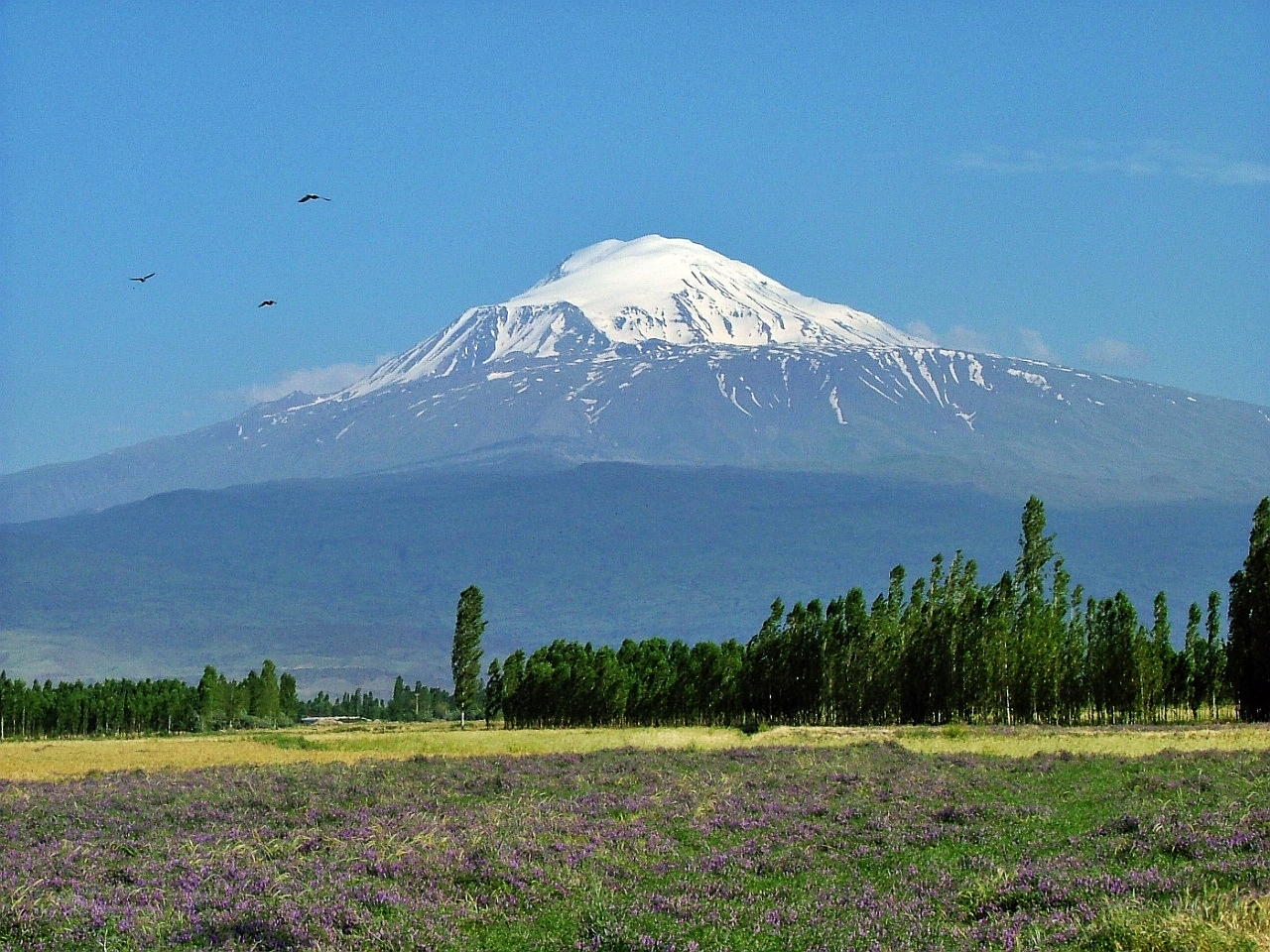
Il monte Ararat.

Le caratteristiche morfologiche e le variazioni climatiche della Turchia danno vita a importanti contrasti nella struttura del suolo tra l'interno e la periferia. La struttura dettagliata, tuttavia, è complessa; i tipi di suolo zonali sono interrotti dalle variazioni del rilievo e della roccia madre, e di conseguenza è presente tutta una serie di suoli azonali. Possono essere distinti sette gruppi principali di suolo, ognuno comprendente vari tipi di suolo.
I suoli podzolici rossi e grigio-bruni, assieme ai suoli forestali bruni, rappresentano il gruppo più vasto, che ricopre circa un terzo del Paese. Questi si incontrano soprattutto nelle aree montuose sotto forma di una larga cintura attorno ai lati settentrionale, occidentale e meridionale dell'interno dell'Anatolia e sono associati a zone climatiche più umide. I suoli podzolici rossi e grigio-bruni sono moderatamente percolanti e piuttosto acidi; il tipo rosso si rinviene in aree più umide e più calde. I suoli forestali bruni si sviluppano generalmente su rocce calcaree e sono meno acidi dei suoli podzolici rossi e grigio-bruni.
Suoli bruni marroni e rossastri sono caratteristici delle parti più aride del Paese, soprattutto nelle zone semiaride dell'Anatolia centrale e nel sud-est; ricoprono circa un quinto del Paese e supportano una produzione estensiva di cereali propri delle terre aride. Questi suoli sono per la maggior parte calcarei e sono più produttivi quando vengono irrigati.
Suoli bruni non calcificati con rendzina e grumusol si trovano in zone dal clima leggermente più umido. I suoli bruni non calcificati sono un tipo zonale, meno pesantemente percolanti e meno acidi dei podzol; sono più frequenti nelle pianure della Tracia, ma si incontrano anche in aree lungo l'Egeo. Le rendzine - suoli azonali altamente calcarei derivati da calcari - si rinvengono soprattutto lungo il Mediterraneo; anche i grumusol, presenti soprattutto in Tracia, sono calcarei, ma più profondi e più pesanti.
Suoli castani si trovano su scala più piccola nelle stesse regioni dei suoli bruni e rossastri, ma ove sono presenti condizioni leggermente più umide e dove la roccia madre è calcarea.
Sierozem - suoli grigi semidesertici altamente alcalini - si trovano nelle aree più aride, in particolare nel bacino di Konya e nella valle dell'Aras.
Terre rosse e suoli rossi di prateria sono i prodotti dell'alterazione del calcare in condizioni di clima mediterraneo; i suoli rossi di prateria si incontrano con condizioni più calde e più umide e sono leggermente più percolanti delle terre rosse. Entrambi si trovano in zone lungo l'Egeo e il Mediterraneo, soprattutto nelle pianure di Antalya e di Adana.
I suoli alluvionali, che ricoprono solo una piccola parte del Paese, sono il tipo più prezioso e sostengono l'agricoltura intensiva. Questi suoli si rinvengono soprattutto nelle vallate delle regioni di Marmara e dell'Egeo, nei delta lungo il mar Nero, nei bacini dell'Anatolia centrale e orientale, e nella pianura di Adana.

## Clima

### Visione d'insieme
Il clima della Turchia - generalmente una variante semicontinentale più arido di quello mediterraneo -, piuttosto vario, è pesantemente influenzato dalla presenza del mare a nord, a sud e a ovest e dalle montagne che ricoprono gran parte del Paese. Il mare e le montagne producono contrasti tra l'interno e le frange costiere. In alcune aree i valori massimi delle precipitazioni si registrano in inverno, come nelle aree a clima mediterraneo, e la siccità estiva è diffusa. Tuttavia, la continentalità e l’altitudine del Paese fanno sì che gli inverni siano molto più freddi di quanto non lo siano nelle aree mediterranee, e vi sono significativi contrasti tra le temperature invernali e quelle estive.
Le temperature medie di gennaio sono al di sotto del punto di congelamento in tutto l'interno, e nell'est vi è una zona piuttosto estesa dove le temperature medie scendono sotto i -5 °C; talvolta si registrano temperature estremamente basse, con minimi che vanno dai -20 °C nell'ovest ai -40 °C nell'est. La persistenza del manto nevoso varia tra le due settimane nelle aree più calde fino ai quattro mesi in alcune aree montuose dell'est. Le frange costiere hanno un clima mite, con temperature medie di gennaio al di sopra dei 5 °C. Le estati sono generalmente calde: le medie di luglio superano i 20 °C in ogni parte del Paese, a eccezione delle aree montuose più elevate, i 25 °C lungo l'Egeo, e i 30 °C nel sud-est sul Mediterraneo. Le precipitazioni subiscono fortemente l'influenza del rilievo; valori annui totali di 305–406 mm di pioggia sono caratteristici di gran parte dell'interno, mentre le zone più elevate dei monti del Ponto e del Tauro ricevono più di 1000 mm di pioggia.

### Regioni climatiche

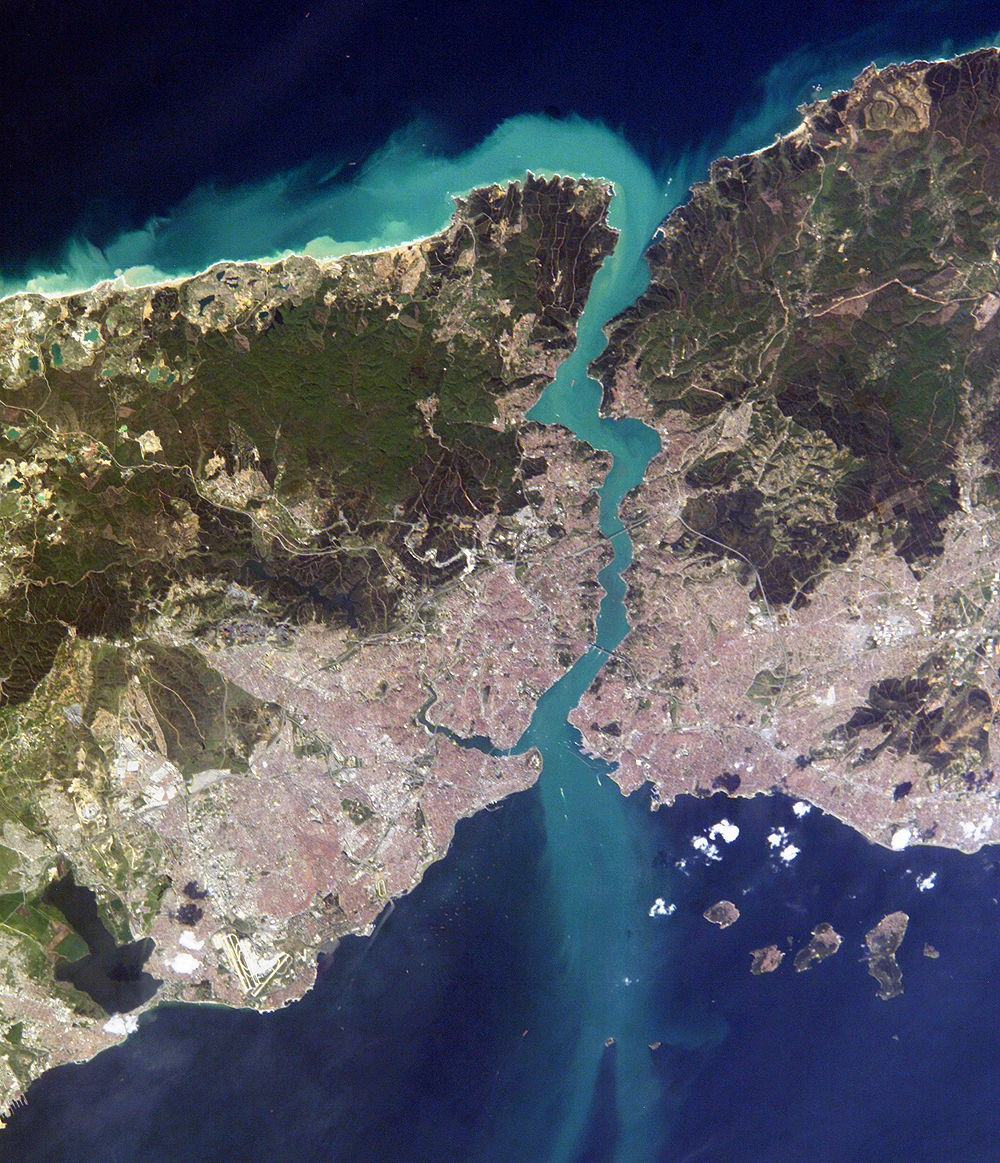
Istanbul e il Bosforo

I contrasti tra l'interno e le coste producono sei principali regioni climatiche.
Le zone costiere del mar Nero sono la regione più umida, con pioggia tutto l'anno e un picco durante l'inverno. I totali annui superano gli 813 mm, e raggiungono i 2438 mm nell'est. Si possono avere gelate, ma gli inverni sono generalmente miti, con medie di gennaio di 6-7 °C; le estati sono calde, con medie di luglio di oltre 20 °C sul livello del mare.
La Tracia e la Marmara sono influenzate dalle zone depressionarie che passano sugli stretti, ma le estati sono più secche che lungo il mar Nero. In tutto l'anno cadono tra i 610 e i 914 mm di pioggia, con un picco invernale molto pronunciato. Le temperature medie di gennaio sono prossime al punto di congelamento; le estati sono calde, con medie di luglio al di sopra dei 25 °C.
Le zone costiere dell'Egeo hanno un clima mediterraneo. Le temperature medie variano tra i 7-8 °C di gennaio e i 25-30 °C di luglio, e le gelate sono rare. Le precipitazioni annue variano dai 610 agli 813 mm, e vi è una pronunciata siccità estiva.
Le zone costiere del Mediterraneo mostrano caratteristiche simili a quelle dell'Egeo, ma in una forma più intensa. Le medie di luglio superano i 28 °C sul livello del mare. Le precipitazioni annue scendono dai 1000 mm a ovest ai 610 mm scarsi della pianura di Adana, e nei mesi estivi, a livello del mare, non piove praticamente mai.
Il sud-est è arido e caldo durante l'estate. Gli inverni sono freddi, con medie di gennaio prossime al punto di congelamento; le medie di luglio superano generalmente i 30 °C. Le precipitazioni annue variano tra i 305 e i 610 mm.
L'interno dell'Anatolia ha un clima semicontinentale con una vasta gamma di temperature; ad Ankara le medie di gennaio sono di -2 °C, e quelle di luglio di 23 °C. Le precipitazioni sono influenzate dal rilievo; Konya, con 305 mm scarsi, è tra i luoghi più aridi del Paese, ma nell'est montuoso il totale annuo supera generalmente i 610 mm.

## Flora e fauna

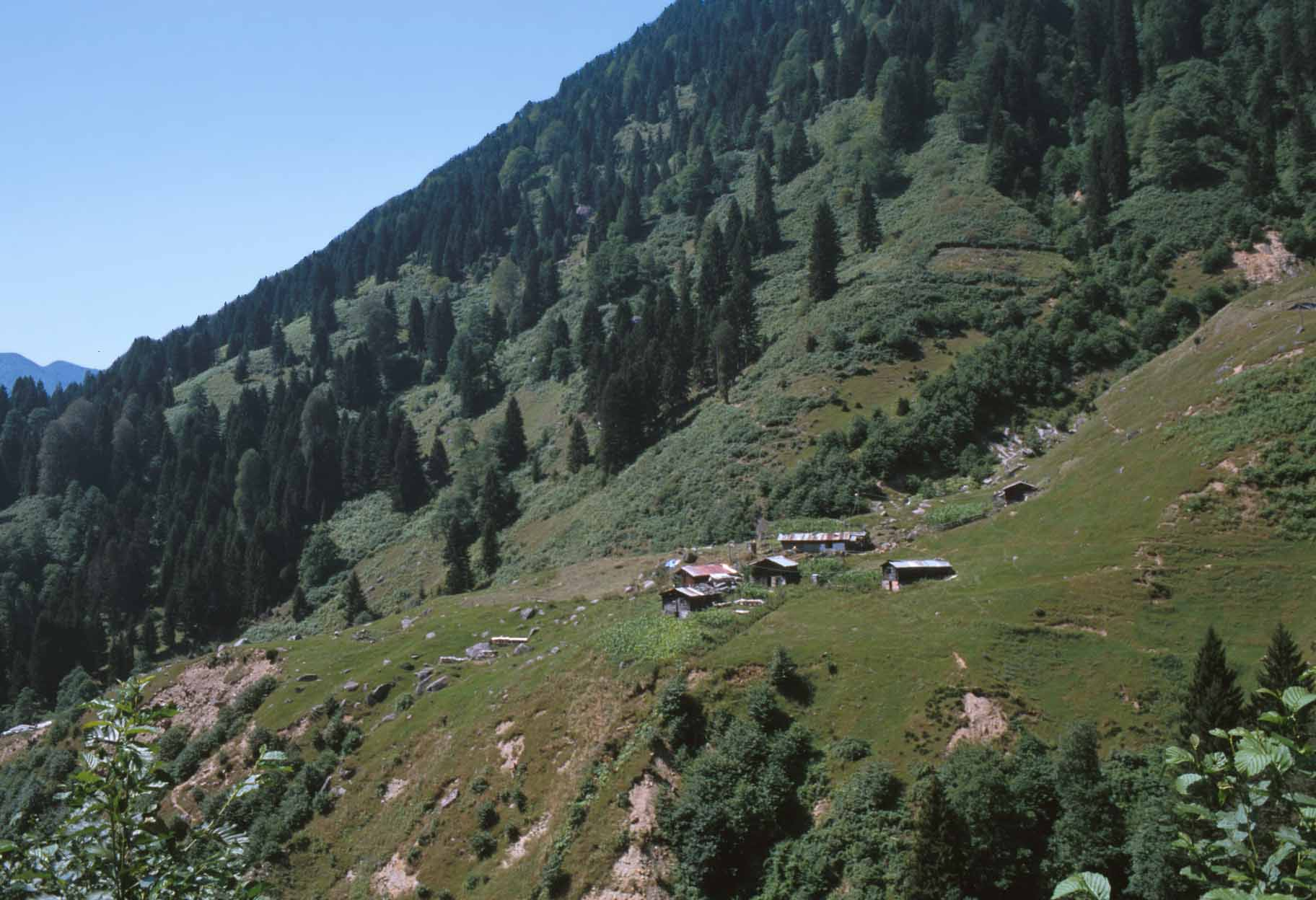
Foresta di abeti del Caucaso sui monti del Ponto

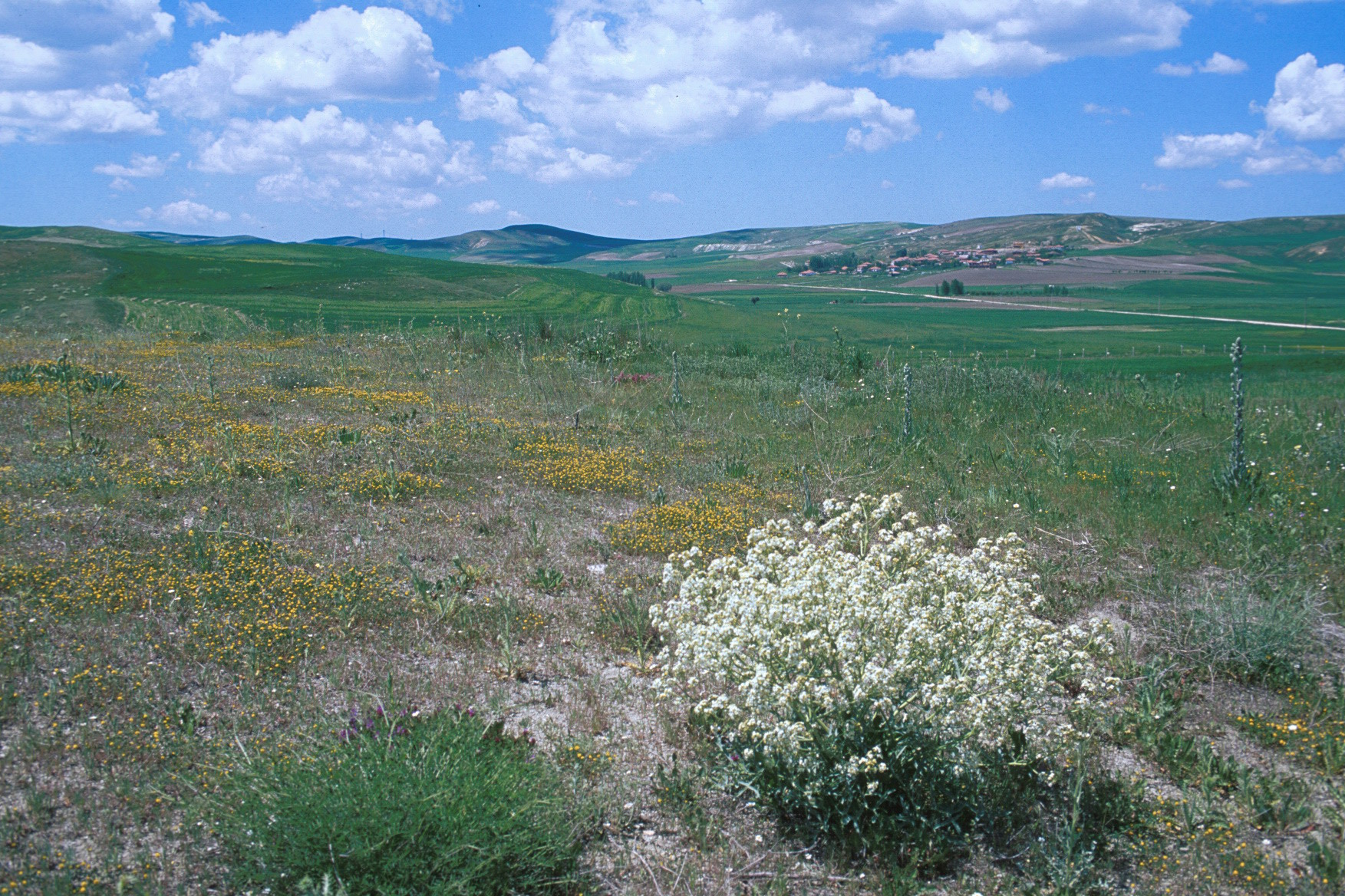
Steppa anatolica.

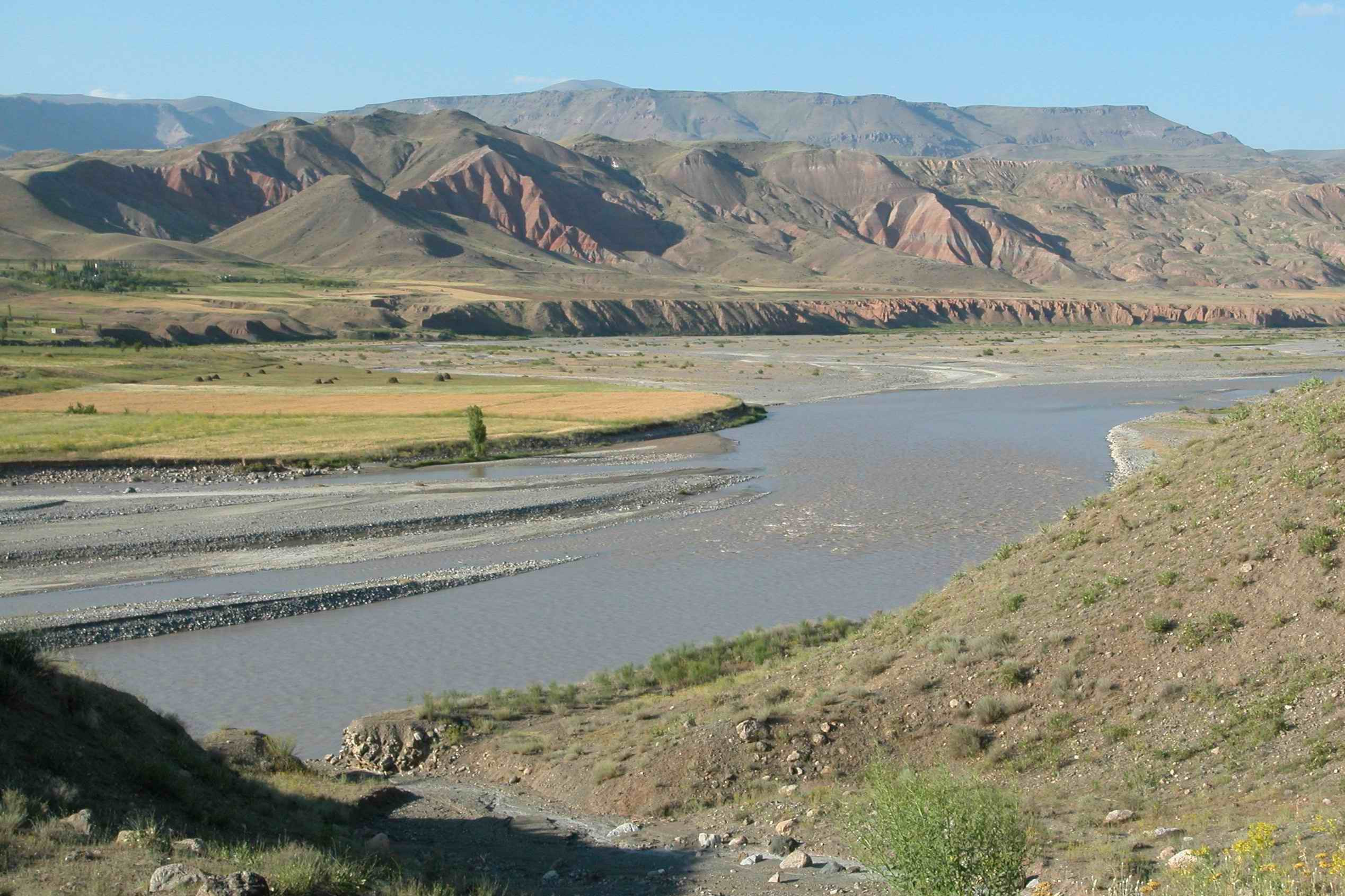
Vegetazione semidesertica nella valle del fiume Aras.

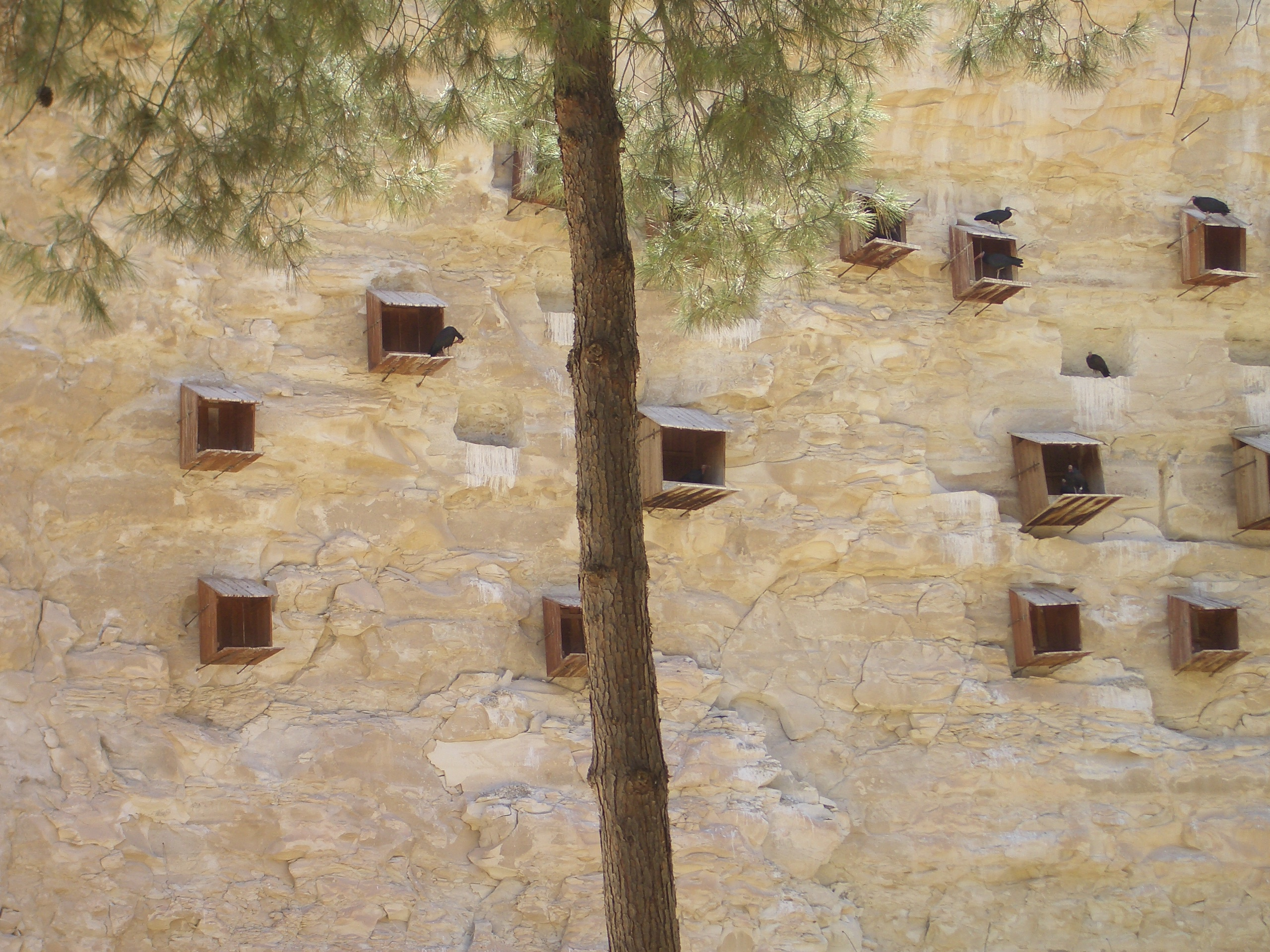
Colonia di ibis eremita nell'est del Paese.

### Flora
Gli aspetti della vegetazione spontanea sono strettamente correlati a quelli del rilievo, del clima e dei suoli. Ve ne sono due tipi principali: zone erbose di steppa, presenti specialmente nell'Anatolia centrale e nel sud-est, ma rinvenibili anche nelle pianure della Tracia e nelle vallate e nei bacini dell'Anatolia orientale; e foreste e aree boschive, che coprono la parte rimanente del Paese. In gran parte della Turchia, tuttavia, questi tipi di vegetazione spontanea sono stati grandemente modificati dall'azione dell'uomo, sia direttamente (attraverso la raccolta di legname e le opere di dissodamento per far spazio all'agricoltura) che indirettamente (attraverso l'opera degli animali da pascolo).
Il tipo di area boschiva più lussureggiante è la foresta pontica, o colchica, confinata al settore orientale delle regioni costiere del mar Nero, dove vi sono forti precipitazioni, non vi è siccità estiva e gli inverni sono miti. Carpini, castagni europei, abeti del Caucaso e ontani sono le specie più comuni, e vi è un ricco strato arbustivo di rododendri, allori, agrifogli, mirti, noccioli e noci. Il resto della regione del mar Nero è occupata da una foresta decidua umida, seconda solo a quella di tipo colchico per ricchezza e varietà. Le specie arboree principali nella regione del mar Nero sono abeti del Caucaso, faggi, carpini, ontani, querce, abeti e tassi, con querce e pini nelle aree più aride. Le specie di conifere divengono dominanti al di sopra dei 1000 m, facendo spazio a praterie alpine oltre i 2000 m.
Le condizioni più aride delle zone occidentali e orientali dell'interno - che cingono su entrambi i lati la zona centrale di steppe e praterie - danno vita a una fascia di foreste miste e decidue più secche, dove le specie dominanti sono querce, ginepri, pini e abeti, con macchie di praterie aperte. La foresta di montagna mediterranea è caratteristica dei settori centrali e occidentali del Tauro; pini, abeti e querce sono le specie principali, ma si incontrano anche cedri, faggi, ginepri e aceri. Lungo le coste dell'Egeo e del Mediterraneo vi è una fascia di macchia mediterranea di pianura. Mirti, oleastri, aceri e carrubi sono le specie più comuni, ma vi sono anche boschetti sparsi di querce, pini e cipressi.

### Fauna
La Turchia è piuttosto ricca di animali selvatici e fauna ornitica. Lupi, volpi, cinghiali, castori, martore, sciacalli, iene, orsi, cervi maral, daini, gazzelle e capre di montagna vivono ancora nelle regioni più recluse e alberate. Tra gli animali domestici figurano il bufalo d'acqua, le capre d'Angora (sul massiccio centrale) e i cammelli (nel sud-ovest), nonché cavalli, asini, pecore e buoi. Tra gli uccelli più comuni ricordiamo pernici, oche selvatiche, quaglie e otarde.

## Aspetti dell'insediamento
Più di tre quinti della popolazione vivono in paesi e città. Prima della metà del XX secolo, tuttavia, la popolazione era prevalentemente rurale, e la sua distribuzione era strettamente influenzata dalle potenzialità agricole del suolo. Vi sono, quindi, pronunciate differenze regionali nella densità della popolazione, in particolare tra l'interno e la periferia. Le coste del mar Nero, del mar di Marmara e dell'Egeo sono le aree più densamente popolate; sebbene rappresentino meno di due quinti della superficie totale del Paese, ospitano più della metà della popolazione. La regione costiera del Mediterraneo è meno densamente abitata, malgrado vi siano aree in cui la popolazione è molto numerosa nelle pianure di Antalya e di Adana. Il resto del Paese è relativamente poco popolato: l'interno dell'Anatolia e il sud-est, che occupano più della metà del territorio del Paese, ospitano meno di due quinti della popolazione della Turchia. Agli inizi del XXI secolo, tuttavia, il sud-est era la regione che faceva registrare il più rapido incremento demografico del Paese.
Storicamente, gran parte dell'Anatolia - specialmente l'est - era popolata da nomadi e pastori transumanti, che migravano stagionalmente tra l'altopiano e la pianura. Alcuni dei loro discendenti, pastori di pecore e capre, continuano tuttora a spostarsi tra pianura e montagna, vivendo in tende, mentre altri possiedono case in due o perfino tre villaggi situati ad altitudini diverse.
In gran parte del territorio, il grosso della popolazione vive in villaggi, il cui numero viene stimato in almeno 50.000. Il numero di abitanti di ciascun villaggio tende a variare, e molti di essi comprendono due o tre insediamenti rurali separati situati a una certa distanza.
La tipica casa dei villaggi turchi è una struttura rettangolare dal tetto piatto, del colore dei locali mattoni non cotti al forno o della pietra con cui viene costruita, alta uno o due piani. Le più povere contengono una singola stanza che ospita famiglia, bestiame e proprietà; le case migliori ospitano nuclei familiari anche di 20 persone che vivono in grandi strutture comprendenti molte stanze, magazzini, stalle e fienili. La gran maggioranza delle case è situata tra questi due estremi, e vi è una grande variabilità locale. Comunemente, il capofamiglia e sua moglie vivono e dormono nella stanza principale della casa, che contiene il giaciglio (messo via durante il giorno), il fornello (in alcune aree un forno a forma di alveare costruito nel pavimento), mensole con pentole e utensili, una cassa vivacemente colorata contenente il corredo della donna e beni personali, e una cassa per la farina e i cereali. La gente si siede su tappeti o stuoie sparsi sul pavimento. Molte case hanno anche almeno una sala allestita come stanza per gli ospiti, generalmente per l'utilizzo dei soli uomini. La stanza degli ospiti è dotata di divani che corrono lungo le pareti e molto spesso di un pavimento in pietra o in legno. Il contrasto più marcato si verifica nelle foreste delle catene montuose settentrionali, dove le case dei villaggi sono fatte di legno e hanno tetti rossi. Mattoni, cemento e blocchi di calcestruzzo stanno diventando comuni ovunque la gente se li possa permettere.
Le città turche hanno per lo più dimensioni moderate, anche se molte di esse sono cresciute rapidamente a partire dagli anni '70. La maggiore di esse è Istanbul; sebbene non sia più la capitale da molto tempo, rimane il principale porto e città commerciale, attirando emigranti dall'intero Paese. Con i suoi sobborghi lungo il Bosforo, Istanbul forma un agglomerato tentacolare di quasi nove milioni di abitanti. La seconda città del Paese, Ankara, ha un'origine molto più recente. Prima della costituzione della repubblica, era una della molte piccole città di provincia dell'interno, ma la sua scelta come capitale ha portato ad un lungo periodo di rapida crescita. La terza città del Paese, Smirne, è il porto e il centro commerciale della prospera zona della costa dell'Egeo.
A parte questi tre centri principali, un importante gruppo di città è situato nella pianura di Adana, dove sono situate Adana, Mersin (İçel) e un numero di centri più piccoli. Altrove le città principali sono per lo più capitali regionali e provinciali separate tra loro, tra cui le più grandi sono Bursa, nella pianura della Marmara; Samsun, sul mar Nero; Antalya, sul Mediterraneo; Konya, Kayseri, Eskişehir, Malatya, Erzurum e Sivas, nell'interno; e Diyarbakır, Gaziantep e Şanlıurfa, nel sud-est.
Le tradizionali case di città anatoliche, ancora le residenze più comuni in molti dei centri più piccoli, erano fatte in pietra o legno, avevano generalmente due piani, con pavimenti in legno e, talvolta, pavimenti splendidamente scolpiti. Il piano superiore spesso sporge, sorretto da travi, sulla strada. Con pareti bianche e tetti di tegole rosse, questi piccoli centri a volte presentano un aspetto più moderno della maggior parte dei villaggi, anche se altrettanto spesso la distinzione tra grandi villaggi e piccole città è appena visibile. Nelle città più grandi, nonostante tipi di abitazioni tradizionali siano ancora visibili nelle zone più vecchie, grandi quartieri di recente sviluppo sono dominati da stili più semplici in mattoni e cemento. Il centro delle città sta assumendo un aspetto sempre più europeo.